# Fosforescencija
Fosforescencija je pojava emitovanja svetlosti iz objekta koji je prethodno bio osvetljen. Za razliku od fluorescencije, emisija svetlosti se nastavlja nakon što se ukloni izvor svetla. Razlika između fluorescencije i fosforescencije je u tome što prilikom fosforescencije sistem prelazi između stanja različitih multipliciteta, dok kod fluorescencije sistem uvek prelazi između stanja istog multipliciteta.

## Teorija
Upadno zračenje pobuđuje elektron iz osnovnog stanja u neko pobuđeno elektronsko stanje. U pobuđenom elektronskom stanju sistem se vibraciono relaksira u osnovno vibraciono stanje tog pobuđenog elektronskog stanja. U tom stanju sistem se može zadržati nekoliko nanosekundi odakle se može fluorescencijskim prelazom relaksirati u osnovno elektronsko stanje ili, ukoliko postoje vibraciona stanja, koja odgovaraju nekom nižem elektronskom stanju, sistem se može relaksirati preko tih vibracionih stanja, ukoliko su im energije bliske. Ukoliko je elektronski sistem pobuđenog stanja drugačijeg multipliciteta blisko sa stanjem u kojem se sistem nalazi, može doći do prelaza u to stanje drugačijeg multipliciteta. Taj prelaz se naziva međusistemska konverzija. U stanju drugačijeg multipliciteta od osnovnog, sistem se ne može relaksirati, jer pravila zabrane to zabranjuju. Zbog toga se sistem zadržava neko vreme u tom sistemu. Relaksiranje u osnovno stanje, rezultuje emisijom svetla. Emisija svetla je odgođena zbog zadržavanja sistema u stanju drugačijeg multipliciteta. Fosforescencija najčešće traje nekoliko sekundi do nekoliko minuta, ali postoje slučajevi kada se sistem može zadržati u pobuđenom stanju i godinama. Zbog gubitaka energije na vibracione relaksacije (u pobuđenim stanjima) energija pobudnog zračenja mora biti veća od energije emitovanog zračenja.
Često se sistem mora pobuđivati ultraljubičastim zračenjem, da bi emitovao u vidljivom. Prijelazi se najčešće događaju između singletnog i tripletnog stanja. Temperatura često utiče na fosforescenciju.

## Literatura
1. ↑  Jüstel, Thomas; Möller, Stephanie; Winkler, Holger; Adam, Waldemar (2012). „Luminescent Materials”. Ullmann's Encyclopedia of Industrial Chemistry. Weinheim: Wiley-VCH. ISBN 978-3-527-30385-4. doi:10.1002/14356007.a15_519.pub2.
2. ↑  Donald A. McQuarrie; John D. Simon (1997). Physical Chemistry: A Molecular Approach (1st изд.). University Science Books. ISBN 0935702997.

## Spoljašnje veze
- Luminoznost satova